# Xanthorhoe pseudolapponica
Xanthorhoe pseudolapponica är en fjärilsart som beskrevs av Karl Schawerda 1924. Xanthorhoe pseudolapponica ingår i släktet Xanthorhoe och familjen mätare. Inga underarter finns listade i Catalogue of Life.